# 더베인
더베인(THEVANE)은 대한민국의 록 밴드이다.

## 멤버
- 채보훈 - 보컬, 기타